# Легализация наркотиков

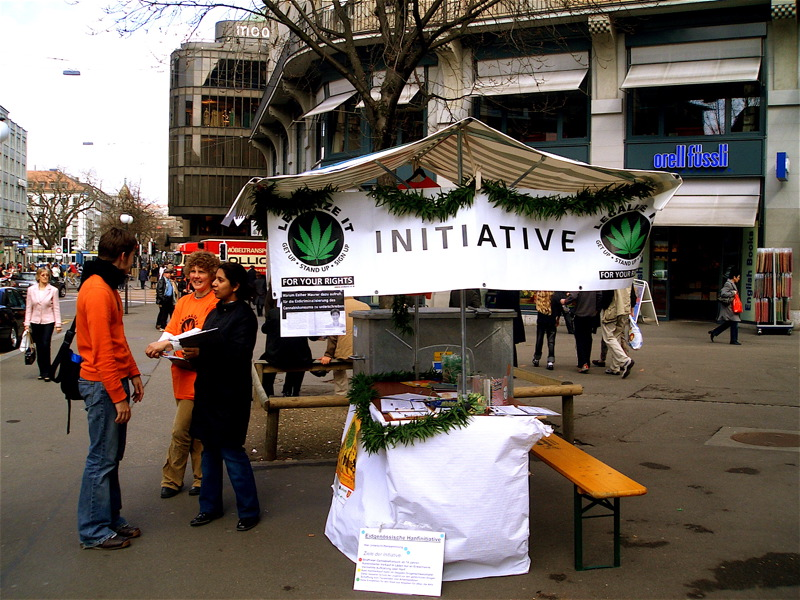
Инициатива легализации конопли в Цюрихе.

Легализа́ция нарко́тиков является дискутируемой темой. В центре дебатов находится как декриминализация, так и более широкое понятие легализации наркотиков. При этом речь идёт не только о так называемых «лёгких наркотиках», таких как производные конопли, но и о «тяжёлых», таких как опиаты. В начале XXI века во многих странах мира проявилась тенденция к ослаблению запретов и на потребление, и на производство лёгких наркотиков.

## Аргументы за легализацию

### Аргументация с точки зрения свободы
Эта аргументация основана на праве самоопределения индивида по отношению к собственным душе и телу. Совершеннолетний человек должен иметь свободу выбора в решении принимать наркотики. Напротив, у государства не должно быть права вмешиваться, внося изменения в законодательство. Самым известным приверженцем этой аргументации был писатель и психолог Тимоти Лири (см. Когнитивная свобода). Кроме того, либертарианский учёный в области экономики Милтон Фридман высказывался за легализацию психоактивных веществ, пользуясь аргументацией свободы.
Один из аргументов таков: спровоцированное запретом психологическое реактивное сопротивление может как раз подтолкнуть многих подростков к употреблению психоактивных веществ (интерес к запретному, реверсивная психология).

### Аргументация с точки зрения теории заговора
Среди сторонников теории заговора бытует мнение, что спецслужбы имеют как прямую, так и косвенную выгоду от торговли психоактивными веществами. Поскольку спецслужбы по определению никем не контролируются, государство не может гарантировать, что его спецслужбы придерживаются законов. Современная наркополитика не реформируется в сторону более адекватной именно потому, что это не выгодно спецслужбам. Если у спецслужб изъять их финансовую базу, то, согласно теории заговора, мир стал бы более мирным.

### Криминологическая аргументация
Криминологическая концепция гласит, что криминализация употребления психоактивных веществ не способна предотвратить употребление, а содействует укреплению и росту организованной преступности. Где существует спрос — образуется рынок, и его криминализация ставит и потребителей, и производителей на антиобщественную и антигосударственную позицию, не имея при этом в своей сущности оснований, поэтому так называемый наркокриминал является исключительно продуктом запрета наркотиков. При этом, по некоторым оценкам, мировой объём нелегального оборота наркотиков составляет $300 млрд долл. США в год.

#### Провал «войны с наркотиками»
По мнению британского еженедельника The Economist, история конца XX века показала безрезультатность силовых методов борьбы с наркотиками (так называемой «войны с наркотиками»). Например, уничтожение плантаций коки в Перу привело к увеличению посадок в Колумбии. После уничтожения посевов в Колумбии, вновь выросло производство коки в Перу. После пресечения трафика в США через бассейн Карибского моря возросла контрабанда через мексиканскую границу. Даже кратковременный дефицит традиционных наркотиков приводит к распространению суррогатов, гораздо более опасных для здоровья и жизни.
Издание указывает, что «война с наркотиками» в Латинской Америке радикализовала местный преступный мир, коррумпировала правительства и правоохранительную систему и привела к перегрузке пенитенциарной системы. При этом основная задача снижения поставок наркотиков в США решена не была.

### Аргументация с точки зрения финансовых расходов
Эта аргументация основывается на утверждении, что возникающие из-за запрета затраты за счёт всего общества выше, чем расходы, которые бы возникли при введении легализации.
Народнохозяйственные затраты на запрет складываются следующим образом:
- Затраты на юридический аппарат: полиция, адвокатура, суды, тюрьмы.
- Затраты криминальных структур и проституции, зависимых от получения психоактивных веществ.
- Затраты через косвенную поддержку терроризма и организованной преступности (включая коррупцию, отмывание денег и войны между вооружёнными группировками).
- Невзятые налоги, как непосредственно из-за отказа на налогообложение психоактивных веществ, так и косвенно из-за взимания налогов с тюремных заключённых.
- Затраты из-за повышенного риска заболеть у потребителей из-за вновь изобретённых психоактивных веществ, использования общей иглы, изоляции обществом, передозировки и проституции с целью добычи психоактивных веществ.
- Невостребованная прибыль ввиду легализации рабочих мест через получение налогов, сокращения выплат пособий по безработице, медицинского страхования.
- Невостребованная прибыль и увеличенные расходы из-за неиспользования в медицине и как многоцелевого сырья (конопля).

### Аргументация с точки зрения соотношения вреда
С медицинской точки зрения имеется больше оснований допустить к употреблению производные конопли, чем алкоголь и табак. Более жёсткие санкции в отношении менее опасных веществ нарушают принцип пропорциональности вреда и наказания.

### Аргументация с точки зрения качества наркотиков
В ситуации равенства и легальности всех психоактивных веществ выбор их потребителей будет стремиться к уменьшению вреда для здоровья при одинаковых ощущениях.
Однако, существует проблема, что качественные наркотики будут стоить дорого и большая часть населения будет покупать более дешёвые вещества, такие как табак и алкоголь.

## По странам

### Уругвай
Первой страной, полностью легализовавшей марихуану, стал Уругвай: закон принят в 2013 году, а с 2017 г. её легально продают в аптеках.

### Австралия
Австралийские законы о наркотиках прописаны в уголовном праве и в основном существуют на федеральном и территориальном уровнях, поэтому они отличаются, что означает, что анализ тенденций и законов Австралии, в целом, затруднителен. Федеральная юрисдикция имеет правоприменительные полномочия над национальными границами.
В октябре 2016 года Австралия приняла законодательство для лекарственного использования конопли.

### Великобритания
В Великобритании до 1964 года лечение зависимых наркоманов было отделено от наказания за нерегулируемое употребление и продажу наркотических веществ. В соответствии с этой политикой употребление наркотиков оставалось на низком уровне, относительно мало они использовались с рекреационными целями. Исключение составляли больные, чьи врачи назначали лекарства с наркотическими веществами в рамках лечения. С 1964 года употребление наркотиков всё более криминализировалось, что в значительной степени определяется законом о злоупотреблении наркотиков, принятым в соответствии с договорными обязательствами в рамках Единой конвенции о наркотических средствах.

7 июня 2016 г. две ведущие британские общественные организации в области здравоохранения — Королевское общество охраны здоровья и Совет общественного здравоохранения — призвали разрешить хранение и использование в личных целях всех видов наркотиков. Эксперты организаций утверждают, что действующая в Британии государственная политика в отношении наркотиков провалилась. Они также полагают, что большее внимание должно уделяться лечению наркотической зависимости и просвещению. В докладе под названием «Новый подход к наркотикам» утверждается, что уголовное преследование наркоманов продемонстрировало свою неэффективность, так как угроза уголовного преследования повышает шансы людей умереть от передозировки и может стать препятствием для обращения наркозависимых за помощью. Авторы доклада призывают кардинально изменить подход к проблеме наркомании, призывая принять в Британии португальскую систему, по которой людям, пойманным на употреблении наркотиков, предлагают помощь, а не назначают наказание. По словам президента Королевского общества охраны здоровья Ширли Крамер,

Пришло время нового подхода, и мы должны признать, что употребление наркотиков — проблема здравоохранения, а не уголовного права и что те, кто нелегально употребляет наркотики, нуждаются в лечении и поддержке, а не в наказании.

Широко распространено мнение, что сокращение потребления марихуаны в Великобритании, связано не с более либеральным законодательством в употреблении наркотиков, а в большей степени является результатом интенсивного освещения британскими СМИ убедительных доказательств связи между употреблением марихуаны и развитием психоза.

### Ирландия
2 ноября 2015 года ирландский министр Эйден О’Риордан, ведающий вопросами борьбы с наркотиками, объявил о планах создания «инъекционных кабинетов». Министр также указал, что хранение контролируемых веществ будет декриминализировано, хотя поставки и производство будут оставаться преступными. Однако, 12 июля 2017 года, Комитет по здравоохранению правительства Ирландии отклонил законопроект, который бы легализовал использование марихуаны в медицинских целях.

### Либерия
Либерия запрещает такие наркотики, как кокаин и марихуану. Законы о наркотических веществах регулируются местным Агентством по борьбе с наркотиками.

### Таиланд
Хотя в Таиланде существует строгая политика в отношении наркотиков, в мае 2018 года кабинет министров одобрил проект законодательства, разрешающий больше исследований влияния лекарственной марихуаны на организм человека. Таким образом Правительственная фармацевтическая организация (GPO) вскоре начнёт клинические испытания марихуаны в качестве предварительного шага по производству лекарств из этого растения. Эти медицинские исследования считаются захватывающими[стиль], новыми вехами в истории Таиланда, потому что с 1979 года марихуана является наркотиком и её употребление, хранение и изготовление считается незаконным.
9 ноября 2018 года Национальная ассамблея Таиланда официально предложила разрешить лицензированное медицинское использование марихуаны, таким образом узаконив то, что раньше считалось опасным наркотиком.
Национальная ассамблея в тот день представила свои поправки в Министерство здравоохранения, которые поместили бы марихуану и растительный кратом в категорию, позволяющую их лицензированное владение и распределение в регулируемых условиях. Министерство рассмотрит поправки до направления их в кабинет министров, который вернёт его в Национальную ассамблею для окончательного голосования. Этот процесс может быть завершён до конца года. Таким образом Таиланд может стать первой азиатской страной, которая легализует медицинский каннабис. Предлагаемые изменения не позволят рекреационное использование наркотиков. Данные действия были предприняты из-за растущего интереса к использованию марихуаны и её компонентов для лечения некоторых заболеваний.
Сторонники легализации утверждают, что законный рынок марихуаны в Таиланде к 2024 году может возрасти до 5 млрд долларов США.

### Украина
Употребление марихуаны на Украине не запрещено, но изготовление, хранение, транспортировка и продажа каннабиса и производных от него веществ — под административной и уголовной ответственностью.
Разговоры на тему легализации лёгких наркотиков (марихуаны) на Украине ведутся давно. В июне 2016 года в парламент поступил законопроект о легализации марихуаны в медицинских целях. Он касался изменений в действующий акт «О наркотических средствах, психотропных веществах и прекурсорах» и был зарегистрирован под номером 4533. Документ должен изучить профильный комитет, а затем представить в Раде. Ожидалось, что это произойдёт осенью 2016-го, однако законопроект остался не рассмотренным.
В октябре 2018 года на сайте электронных обращений к президенту Украины появилась петиция с просьбой о легализации марихуаны.;
и в октябре 2018 года Государственная служба Украины по лекарственным средствам и контролю над наркотиками выдала первую лицензию на импорт и реэкспорт сырья и продукции, получаемых из конопли (соответствующие лицензии получила американская компания C21; она находится также в процессе подачи заявки на получение дополнительных лицензий, в том числе на выращивание конопли).

### Канада
Легализация марихуаны в Канаде (с 17 октября 2018) практически не повлияла на число употребляющих её людей.
В октябре 2019 года Bloomberg News выпустил статью, в которой утверждается, что несмотря на легализацию и действующее государственное регулирование, первоначальная цель ликвидации подпольных и черных рынков сбыта не была решена. По оценкам независимой исследовательской фирмы, на чёрный рынок приходится 86 % продаж марихуаны, поскольку легально приобрести марихуану можно примерно по $10,23 за грамм, против $5,59 на чёрном рынке, по данным StatsCan.

## Тяжёлые наркотики
Некоторые сторонники легализации так называемых «мягких препаратов» стремятся к изменению принципов борьбы с психоактивными веществами касательно так называемых «тяжёлых» наркотиков (кокаин, героин и т. д.). В отличие от полной легализации «лёгких» наркотиков, обращение с тяжёлыми, по мнению приверженцев этих взглядов, должно быть лишь декриминализовано.
Сторонники легализации требуют, например, создания для зависимых от героина государственно контролируемых центров выдачи, чтобы зависимые имели возможность потреблять препараты, за чистотой которых должен следить врачебный контроль, по ценам, доступным при честном заработке (либо вообще бесплатно). В результате, как утверждают сторонники данных взглядов, наступит резкое снижение смертности из-за употребления психоактивных веществ (уровень которой в нынешней ситуации высок по причине неосторожного употребления химически загрязнённых веществ и частых случаев передозировки из-за высокой концентрации препаратов), количества преступлений (более низкие цены), а также снижение вероятности заболевания СПИДом и гепатитом C (которое произойдёт благодаря использованию стерильных шприцев). Кроме того, таким образом подрываются основы функционирования чёрного рынка.
Создание комнат потребления наркотиков, с 1998 года разрешённых в Германии, преследует аналогичные малые цели и с некоторыми оговорками возможно в рамках общей прогибиционистской политики.
В Португалии употребление наркотиков не считается преступлением. Помимо этого, в американском штате Орегон 3 ноября 2020 года было проведено голосование, в результате которого были декриминализованы все психоактивные вещества, а хранение небольшого количества последних с целью личного употребления более не считается уголовным преступлением, а лишь административным.

## Аргументы против легализации

### Аргументация с точки медицины и психологии
Медицинские исследования показывают, что регулярное употребление некоторых наркотиков может привести к повреждению мозга по аналогии с алкоголем, однако, даже разовое потребление наркотического вещества[какого?] вызывает гибель клеток центральной нервной системы, поражение печени и почек токсического характера, а также расстройство речевых и моторных навыков. Это первый шаг к тому, что может привести к зависимости, но уже в более тяжёлых формах и порой неизлечимых, что в свою очередь вызывает психическую диссоциальную деградацию личности. В психологии было отмечено, что интенсивное употребление наркотиков в период полового созревания может поставить под угрозу полноценное развитие организма.
Риски для здоровья, в частности от каннабиса, доказаны медицински. Например, марихуана, нередко приводит к психологической зависимости и развитию психических расстройств (депрессии, психозов). При частом употреблении (то есть следствии зависимости) — к угасанию интеллекта.
За период с 2000 по 2015 год количество смертей, непосредственно связанных с употреблением наркотиков, увеличилось на 60 % по всему миру: в 2000 году люди старше 50 лет составляли 27 %, но уже к 2015 году количество смертей в этой возрастной группе возросло до 39 %.

### Аргументация с точки зрения опасности «наркотического взрыва»
Управление по борьбе с наркотиками США ссылается на недавние исследования, подтверждающие теорию о том, что некоторые наркотики (такие как марихуана) в дальнейшем служат «мостом» к употреблению более тяжёлых наркотиков, таких как героин. Это связано либо из-за социальных контактов наркоманов, либо из-за растущего желания получения «большего удовольствия».
Также, агентство считает, что «попытка легализации уже была проверена и провалилась с треском». Агентство объясняет свою позицию экспериментом с легализацией на Аляске в 1970-х годах. Свободный оборот наркотиков привёл к тому, что подростки штата употребляли марихуану более чем в два раза чаще, чем другие молодые люди в других штатах. Это побудило жителей Аляски проголосовать за повторную криминализацию марихуаны в 1990 году.
Австралийское исследование 2001 года, проведённое бюро статистики и исследований преступности Нового Южного Уэльса в отношении лиц от 18 до 29 лет, свидетельствует о том, что запрещение сдерживает незаконное употребление наркотиков. Согласно полученным данным, 29 % тех, кто никогда не употреблял марихуану, указали на незаконность этого вещества в качестве причины, по которой они никогда не употребляли наркотик, также 19 % опрошенных, которые прекратили употребление марихуаны, в качестве причины отказа от употребления указали именно незаконность марихуаны.

### Аргументация с точки зрения правопорядка
Министерство юстиции США установило, что преступники, которые находятся в состоянии наркотического опьянения, совершают в шесть раз больше убийств, в четыре раза больше нападений и почти в полтора раза больше ограблений по сравнению с теми, кто совершает преступления ради того, чтобы достать деньги для покупки наркотиков.
В Голландии после легализации марихуаны с 1981 года уровень преступности в стране вырос на 60 %. Около 40 % преступников были осуждены за правонарушения, связанные с наркотиками.

### Аргументация с точки зрения отсутствия культурных предпосылок
Хотя сторонники легализации говорят, правильнее допустить к употреблению производные конопли, чем алкоголь, стоит помнить, что существует многотысячелетняя культура употребления алкоголя, в которой люди более информированы и которая спасает человечество от повального пьянства. Противники наркотиков считают, что спирт — наркотическое вещество, культура его употребления слишком сильно укоренилась, соответственно методы борьбы с ним другие.
В отчётах представителей Европейского комитета по предупреждению пыток и бесчеловечного или унижающего достоинство обращения или наказания (CPT) достаточно часто отмечаются проблемы, связанные как с использованием наркотиков при заместительной терапии, так и с фактами их незаконного оборота в исправительных учреждениях различных европейских стран. Слепое копирование опыта заменительной терапии, без учёта ситуации в каждой конкретной стране с её криминологическими, этическими и психологическими проблемами, без «наложения» на имеющуюся систему противодействия распространению наркотиков нецелесообразно. Он нуждается в серьёзном осмыслении и коррекции с учётом принципа «не навреди».

## Позиция ООН
В июле 2014 года Всемирная организация здравоохранения опубликовала доклад, посвящённый борьбе со СПИДом. По мнению британского еженедельника The Economist, в докладе содержится «негромкий, но ясный» призыв к декриминализации употребления психоактивных веществ. При этом, как отмечает издание, эта рекомендация относится не только к производным конопли, но и к инъекционным веществам, так называемым «тяжёлым наркотикам». В разделе отчёта, озаглавленном «Рекомендуемый опыт по декриминализации» (стр. 91), говорится:

- Страны должны прилагать усилия к развитию законодательства, направленного на декриминализацию инъекций и другого употребления наркотиков, снижая таким образом количество случаев лишения свободы.
- Страны должны прилагать усилия к развитию законодательства, направленного на декриминализацию использования стерильных шприцев и игл (включая программы по расширению доступа к шприцам и иглам), а также на легализацию замещающей терапии для лиц с опиатной зависимостью.
- Страны должны запрещать принудительное лечение для лиц, использующих наркотики, в том числе инъекционные.

Оригинальный текст (англ.)
- Countries should work toward developing policies and laws that decriminalize injection and other use of drugs and, thereby, reduce incarceration.
- Countries should work toward developing policies and laws that decriminalize the use of clean needles and syringes (and that permit NSPs [needle and syringe programmes]) and that legalize OST [opioid substitution therapy] for people who are opioid-dependent.
- Countries should ban compulsory treatment for people who use and/or inject drugs.

Издание указывает на принципиальное изменение позиции ООН по сравнению с Конвенцией ООН от 1988, провозглашавшей необходимость уголовного преследования как производства, так и потребления наркотических веществ.
Однако, на февраль 2018 года 186 государств подписали Конвенцию о наркотических средствах, целью которой является запретить производство и доступ к продуктам каннабиса, кокаина и опиума, за исключением научных исследований и медицинского назначения.
В то же время, принятая резолюцией 44/25 Генеральной Ассамблеи от 20 ноября 1989 года, конвенция о правах ребёнка, заявляет следующее:

Государства — участники принимают все необходимые меры, включая законодательные, административные и социальные меры, а также меры в области образования, с тем чтобы защитить детей от незаконного употребления наркотических средств и психотропных веществ, как они определены в соответствующих международных договорах, и не допустить использования детей в противозаконном производстве таких веществ и торговле ими.— «Конвенция о правах ребёнка», статья 33

## Доклад «Глобальной комиссии по вопросам наркополитики»
9 сентября 2014 года общественная организация «Глобальная комиссия по вопросам наркополитики» представила в Нью-Йорке доклад, в котором предлагала легализовать употребление и хранение всех психоактивных веществ, кроме крэк-кокаина и дезоморфина, прекратить преследование мелких торговцев психоактивными веществами и ввести регулирование оборота психоактивных препаратов теми же механизмами, что применяются к никотину и алкоголю.

На смену карательной идеологии должны прийти более гуманные и эффективные подходы, основанные на научных данных, принципах общественного здравоохранения и правах человека.— Доклад Глобальной комиссии по вопросам наркополитики
В докладе за 2017 год Международный комитет по контролю над наркотиками заявил, что любые меры, которые разрешают или могут разрешить использование каннабиса в немедицинских целях, напрямую нарушают Единую Конвенцию о наркотических средствах 1961 года и пункты Конвенции ООН о борьбе против незаконного оборота наркотических средств и психотропных веществ 1988 года. Международный комитет по контролю над наркотиками также вновь указал на то, что ограничение использования контролируемых веществ исключительно медицинскими и научными целями является основополагающим принципом, отступление от которого согласно Конвенции 1961 года с поправками не допускается.Представленный за 26 июня 2018 года доклад о наркоситуации в мире фиксирует развитие кризисных тенденций в этой области. В докладе сообщается, что немедицинское использование рецептурных препаратов начинает представлять угрозу для здоровья населения и органов правопорядка по всему миру. Количество смертельных случаев, вызванных приёмом опиоидов, составило 76 %, от всех смертей, связанных с приёмом наркотических веществ. 

Управление полно решимости работать с партнёрами из разных стран для оказания поддержки и для создания комплексных, сбалансированных и интегрированных подходов в борьбе с наркоманией и в достижении Целей устойчивого развития— Доклад Глобальной комиссии по вопросам наркополитики 2018